# Wild Honey Pie
〈Wild Honey Pie〉는 영국의 록 밴드 비틀즈가 1968년 더블 음반 《The Beatles》("White Album"으로도 알려져 있다)의 곡이다. 이 노래는 폴 매카트니가 작곡했고, 레논-매카트니로 되었다. 길이가 1분도 채 되지 않는 이 곡은 주로 반복적으로 외치는 제목들로 구성되며 다른 비틀즈의 참여 없이 매카트니가 연주했다. 트랙은 필러 트랙으로 보는 경우가 많고, 일반적으로 실험적인 특성상 하찮고 기억하기 어려운 것으로 간주된다.

## 참여 인원
- 폴 매카트니 - 리드와 백 보컬,[2] 어쿠스틱 기타, 베이스 드럼, 다른 퍼커션

이언 맥도널드 당 인원